# Otto Püllmann
Otto Püllmann (* 26. März 1915 in Loitz; † unbekannt) war ein deutscher Bäcker, Brunnenbauer und Politiker der DDR-Blockpartei Liberal-Demokratische Partei Deutschlands (LDPD).

## Leben
Püllmann absolvierte nach dem Schulbesuch eine Lehre zum Bäcker und später zum Brunnenbaumeister. Er wurde Mitglied der Produktionsgenossenschaft des Handwerks (PGH) „Quelle“ in Loitz, Kreis Demmin.

## Politik
Er trat der 1945 in der Sowjetischen Besatzungszone neugegründeten LDPD bei und rückte am 13. Oktober 1965 für den ausgeschiedenen Walter Mechler, der sein Mandat niedergelegt hatte, in die Volkskammer der DDR als Nachfolgekandidat nach. Er wurde Mitglied der LDPD-Fraktion und kandidierte 1967 erneut für ein Volkskammermandat. Püllmann wurde wiederum zunächst nur Nachfolgekandidat, rückte aber am 24. September 1969 für den verstorbenen Abgeordneten Johannes Dieckmann nach. 1971 trat er nicht mehr zur Wahl an.